# فريدريك والتر روبنسون
فريدريك والتر روبنسون (بالإنجليزية: Frederick Walter Robinson)‏ هو أستاذ جامعي أسترالي، ولد في 1888، وتوفي في 1971.